# Fire Island

Fire Island

Fire Island é a maior ilha paralela à costa sul de Long Island, Nova York. Ocasionalmente , o nome é usado para se referir, coletivamente, não só para a ilha central, mas também Long Beach Barrier Island, Jones Beach Island, e Westhampton Island, uma vez que os estreitos que separam as ilhas são efêmeros. Em 2012, o furacão Sandy mais uma vez dividiu Fire Island em duas ilhas. Juntas, estas duas ilhas possuem aproximadamente 31 milhas (50 km) de comprimento e varia entre 520 e 1310 pés (160 e 400 m) de largura. Fire Island é parte do condado de Suffolk. Encontra-se dentro das cidades de Babilônia, Islip, e Brookhaven, contendo duas vilas e um número de povoações.
Tinha uma população permanente de 292 habitantes no censo de 2010, que, no entanto, se expande para milhares de moradores e turistas durante os meses de verão.
A área de terra de Fire Island é de 24,9 km2.

## Geografia
Fire Island encontra-se ao largo de 5,5 milhas (8,9 km) da costa sul de Long Island, mas quase toca ao longo da extremidade leste. A ilha é acessível por automóvel perto de cada extremidade: via Robert Moses Causeway em sua extremidade ocidental, e pela William Floyd Parkway (Suffolk County Road 46), perto de sua extremidade oriental. Os veículos a motor não são permitidos no resto da ilha, com exceção de casos de necessidade, construção e acesso de emergência. As cidades da ilha e seu resort são acessíveis por barco, hidroavião e balsas, que partem de Patchogue, Bay Shore e Sayville.
Fire Island está localizada em 40°39'35" norte, 73°5'23" oeste (40.653188, -73.125795). De acordo com o censo norte-americano, Fire Island possui uma área de 9.6 quilômetros quadrados (24.9 km2).

## Historia

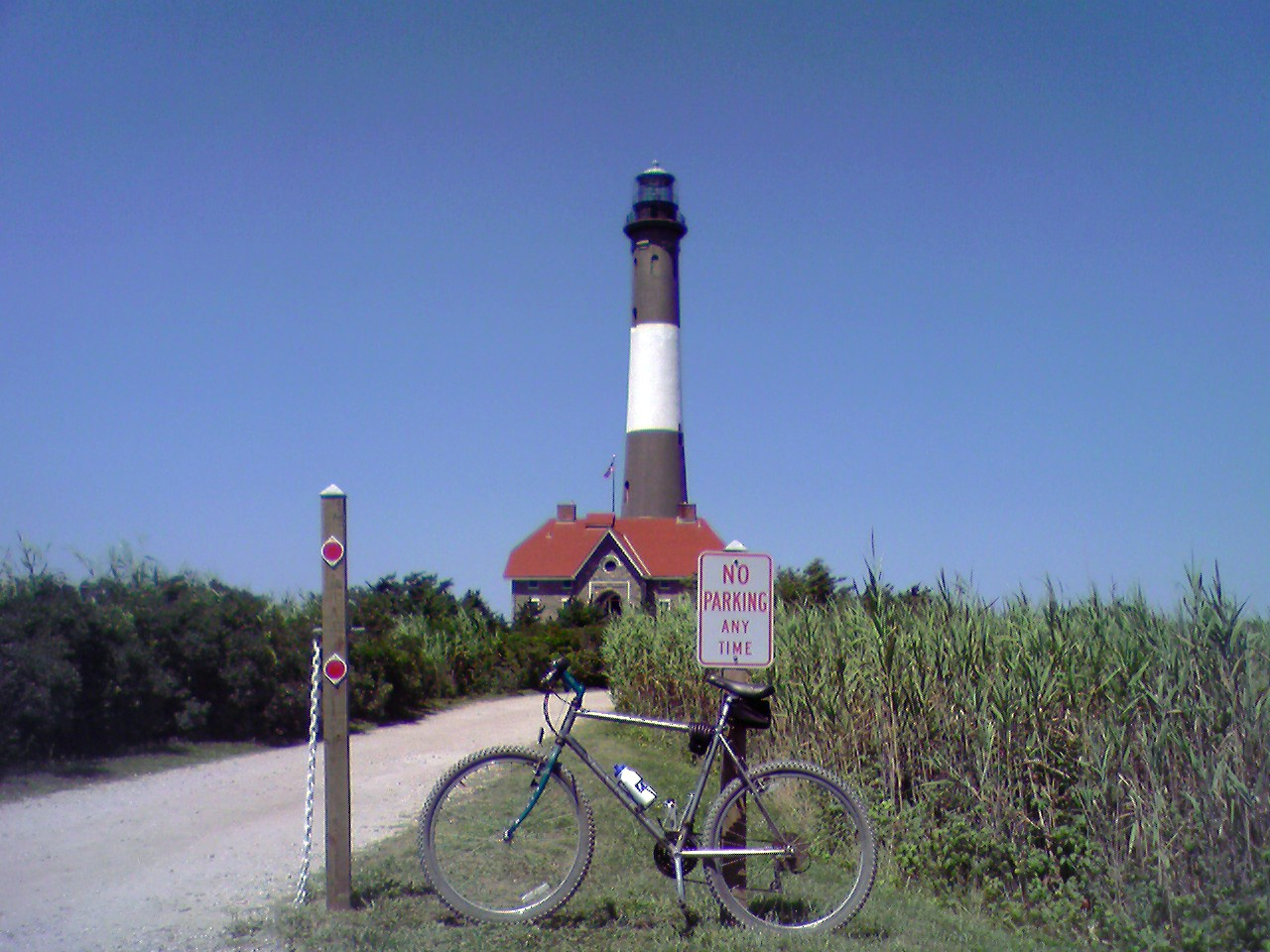
Farol de Fire Island

### História Geográfica
Os atributos físicos da ilha tem mudado ao longo do tempo e continuam a mudar. Em um ponto se estendia mais de 60 milhas (97 km) de Jones Beach Island para Southampton.
Por volta de 1683, a enseada de Fire Island rompeu, separando-o de Jones Beach Island. A enseada cresceu para nove milhas (14 km) de largura antes de recuar. O Farol da ilha foi construído em 1858, logo na entrada, mas o fim ocidental da ilha em Democrat Point tem deslocado-se para o oeste, sendo que o farol hoje está há 6 milhas (10 quilômetros) a partir da enseada.
Fire Island separou-se de Southampton a Nordeste em 1931, quando a enseada de Moriches rompeu. Esforços por parte das comunidades locais a leste de Fire Island para proteger sua praia levaram a uma interrupção da deriva litorânea de areia que vai de leste a oeste e é responsabilizado pela erosão beira-mar da ilha. Entre essas grandes rupturas tem havido relatos sobre seis enseadas que atravessaram a ilha, mas, desde então, desapareceram.

## Restauração das praias
Um programa de reestruturação em 2009 foi creditado como salvação da ilha a partir de todos os efeitos do furacão Sandy em 2012.
No inverno e na primavera de 2009, um projeto de reestruturação da praia foi realizado na Ilha, com a colaboração do Serviço Nacional de Parques, o Corpo de Engenheiros do Exército dos Estados Unidos, as cidades de Brookhaven e Islip, e os moradores de Fire Island. O programa envolvia dragagem de areia de uma área ao largo, bombeá-lo para a praia e moldar a areia em um modelo de frente à praia diante das comunidades de Corneille Estates, Davis Park, Dunewood, Fair Harbor, Fire Island Pines, Fire Island Summer Club, Lonelyville, Ocean Bay Park, Ocean Beach, Saltaire, and Seaview. Os moradores concordaram com um aumento de imposto sobre as propriedades, importante para ajudar a pagar o projeto, que foi estimado entre $23 e $ 25 milhões (6,020 dólares por unidade habitacional), incluindo o custo de monitoramento ambiental, e era esperado para adicionar 1,4 milhão de metros cúbicos (1,8 milhões metros cúbicos) de areia em frente das comunidades participantes. As cidades de Brookhaven e Islip, em que as comunidades estão localizadas, emitiu obrigações para pagar o projeto, apoiado pelos novos impostos cobrados.

## Furacão Sandy
A ilha foi fortemente danificada nas marés altas associadas ao furacão Sandy em 2012, incluindo três violações ao redor de Smith Point County Park na extremidade leste escassamente povoada da ilha. A maior quebra (e politicamente mais difícil de lidar, porque ele está em uma área de deserto) foi em Pike Wilderness, a oeste de Smith Point County Park.
Os relatórios indicam que 80 por cento das casas, particularmente aquelas na extremidade leste, foram inundadas e 90 casas foram completamente destruídas. A tempestade também arrancou cerca de 75 metros de dunas da costa. Mas Fire Island não foi atingido tão duramente quanto outras áreas e mais de 4.500 casas na ilha sobreviveram, mesmo danificadas. Funcionários creditaram o programa de reposição das dunas a ajudar a poupar a ilha.

## Etimologia
A origem do nome "Fire Island" não é certo. Acredita-se que seu nome nativo americano era Sictem Hackey, que pode ser traduzido como "Terra dos Secatogues". Os Secatogues eram uma tribo na área da atual cidade de Islip. Era parte do que também foi chamado de "Seal Island". O nome de Fire Island apareceu pela primeira vez por volta de 1789.
O historiador Richard Bayles sugere que o nome deriva de uma uma interpretação equivocada ou uma corrupção da palavra alemã vijf ("cinco", ou "five" em inglês), ou em outra versão vier ("quatro"), referindo-se ao número de ilhas próximo a enseada de Fire Island Às vezes, as histórias têm se referido a ela no plural, como "Fire Islands", por causa das quebras da enseada.
Outras versões dizem que a ilha teve seu nome derivado do fogo feito na beira do mar por nativos americanos ou por piratas para atrair navios desavisados para os bancos de areia. Alguns dizem que é pelas porções da ilha parecerem estar em chamas no mar no outono. No entanto, outra versão diz que vem da erupção causada por hera venenosa na ilha.
Enquanto a parte ocidental da ilha era conhecida como Fire Island por muitos anos, a porção oriental foi referida como Great South Beach até 1920, quando o desenvolvimento generalizado fez com que toda a massa de terra passasse a ser denominado Fire Island.

## Colonização
William "Tangier" Smith segurou direito em toda a ilha no século XVII, sob uma patente real de Thomas Dongan. Os restos de Smith são abertas ao público em Shirley (Nova York).
- A primeira casa grande foi construída em 1795 em Cherry Grove por Jeremiah Smith. Smith disse ter atraído navios para sua destruição e matou as tripulações.[8][9]
- No início do século XIX, quando a escravidão ainda era legal em Nova York, escravos construíram paliçadas na enseada.
- O primeiro farol de Fire Island foi construído em 1825 e foi substituído pelo farol atual em 1858.
- Em 1855, David S.S. Sammis comprou 120 acre(s)s (0,49 km2) próximo ao farol de Fire Island e construiu o Surf Hotel no que é hoje o Kismet. Sammis operou o hotel até 1892, quando o Estado assumiu o controle. Em 1908, tornou-se o primeiro parque estadual de Long Island.
- Em 1868, Archer and Elizabeth Perkinson compraram a terra ao redor de Cherry Grove e Fire Island Pines. Eles construíram um hotel em 1880.
- Em 1887, a Guarda Costeira estabeleceu 11 estações salva-vidas tripuladas na ilha.
- Em 1892, tropas foram chamadas para reprimir um motim potencial em Democrat Point devido ao pânico pela cólera.[10]
- Em 1908, Ocean Beach foi estabelecida, seguida por Saltaire em 1910.
- Em 1921, os Perkinsons venderam o terreno ao redor de Cherry Grove em pequenos lotes. Bangalôs da recém-fechada Camp Upton, em Yaphank, foram transportados ao longo da Great South Bay para construir a nova comunidade. O Duffy's Hotel foi construído em 1930.
- O Grande Furacão de 1938 devastou muito da ilha e fez com que parecesse desagradável para muitos. Entretanto, o Duffy's Hotel permaneceu relativamente sem danos. De acordo com a lenda, a população gay começou a se concentrar em Cherry Grove no Duffy's Hotel com Christopher Isherwood e W. H. Auden vestidos como Dionísio e Ganimedes no alto de uma liteira dourado com um grupo de seguidores.[11] A influência gay continuou na década de 60 quando o modelo masculino John B. Whyte desenvolveu Fire Island Pines. Pines tem atualmente algumas das propriedades mais caras na ilha e é responsável por dois terços das piscinas da área.[12]
- Em 1964, Robert Moses construiu a Captree Causeway no extremo oeste da ilha.[13] Os opositores, temendo que este fosse o início de planos para a continuação da Ocean Parkway, correram para o meio da ilha, organizados e, finalmente, pararam a avenida.
- Em setembro de 1964, o presidente Lyndon Johnson assinou uma lei criando Fire Island National Seashore, uma área de proteção na costa da ilha.

## Marcos e Reservas
Exceto para o oeste 4+1/2 milhas (0,81 km) da ilha, a ilha é protegida como parte do Fire Island National Seashore. O Robert Moses State Park, ocupando a porção ocidental restante da ilha, é um dos destinos mais populares de lazer da cidade de Nova York. O farol fica a leste do Robert Moses State Park.
Um memorial ao voo 800 da TWA está localizado no extremo leste de Smith Point County Park, perto do local do desastre.

## Habitantes
Fire Island é uma área muito sazonal. As habitações são principalmente em estilo bangalô, com generosas porções de bambu. Algumas estão à beira-mar, construídas sobre as dunas do Oceano Atlântico, enquanto outros são em calçadões ou caminhos de concreto, como uma cidade em miniatura. Há poucos residentes nos meses de inverno, mas a população explode no final da primavera. O estilo de vida é muito casual e amigável, com Ocean Beach como o principal destino para turistas e excursionistas. Residentes durante todo o ano podem encontrar escolas, igrejas, lojas e até um serviço de ônibus escolar para Long Island através de um veículo modificado off-road.
As aldeias tranquilas fornecem solidão, enquanto as cidades maiores, como Ocean Beach e Cherry Grove, proporcionam um ambiente mais social, com clubes,  bares e restaurantes ao ar livre. Duas dessas aldeias, Fire Island Pines e Cherry Grove, são populares destinos para veranistas LGBT.
As aldeias constituídas de Ocean Beach e Saltaire, dentro de Fire Island National Seashore, são zonas livres de automóveis durante a temporada turística de verão, e permitem apenas o tráfego de pedestres e de bicicletas (durante certas horas apenas em Ocean Beach). Para o uso fora de temporada, há um número limitado de licenças de condução para os moradores durante todo o ano. O povoado de Davis Park não permite veículos ou bicicletas durante todo o ano.
A erosão costeira, em grande parte devido à construção de um cais na Enseada Moriches, abriu-se naturalmente por uma tempestade em 1931 e ampliou-se em 21 de setembro de 1938, e é descrita em um relatório sobre os efeitos geológicos do furacão de 1938.

## Serviços de Emergência
A localização única e em constante mudança geografica de Fire Island desempenha um papel importante na proteção dos seus cidadãos. Embora seja servido por dez bombeiros e dois departamentos de polícia, a residência sazonal e a distância remota são um desafio para a segurança pública. Como não há estradas habitadas em Fire Island, veículos de bombeiros estão fortemente modificados com tração nas quatro rodas, suspensão reforçada, pneus off-road e equipamentos de resgate, o que lhes permite atravessar a areia solta.
Até 1986, não havia serviço de ambulância em Fire Island, o que levou Saltaire a formar sua companhia de resgate, mais tarde seguida de Ocean Beach e, em seguida, na década de 2000 com Fair Harbor. Devido a distâncias relativamente próximas, o corpo de bombeiros de Fire Island é obrigado a fornecer ajuda mútua em ambos os sentidos.
Alguns departamentos costeiros de incêndio em Long Island estão totalmente equipados para salvamento marítimo, com barcos de incêndio, e também contam com o departamento de polícia do condado de Suffolk.
O escritório de marinha do Departamento de Polícia de Suffolk é a principal agência de aplicação da lei. Ocean Beach também possui um departamento de polícia próprio. Processos penais são tratados pelo Tribunal do Distrito de Suffolk e pessoas que são presos irão para a 3 ª, 1 ª ou 5 ª delegacias, ou a uma das prisões do escritório do sheriff do condado de Suffolk. Pequenas causas e questões de propriedade são geralmente tratadas individualmente pela aldeia de origem do caso. É uma prática comum para a polícia escrever bilhetes e, em seguida, enviar aos visitantes indisciplinados fora da ilha via táxis aquáticos, a custa do infrator.
A Suffolk County Park Police e a New York State Park Police patrulham o Robert Moses State Park, enquanto que o National Park Service está estacionado no farol de Fire Island e no Fire Island National Seashore.
A Guarda Costeira dos EUA tem uma base na Ilha e fornece patrulhas aéreas e náuticas para o Fire Island National Seashore, bem como para todas as praias da região. Uma das mais antigas estações da Guarda Costeira, a Estação n º 25, está em operação ininterrupta desde 1849.

## Demografia
De acordo com o Censo de 2000, cerca de 491 pessoas, e 138 famílias residiam em Fire Island. A densidade populacional era de 52.82/mi2 (21.82/km2). Havia 4.153 unidades habitacionais, em uma densidade média de 478.1/mi2 (184.6/km2). O mapa racial mostrava 96.77% de brancos, 0.65% de asiáticos, 0.32% de origem das ilhas do Pacífico, 0.65% de outras raças, e 1.61% de duas ou mais raças. Hispânicos e latinos somavam 2.90% da população.
Havia 138 famílias na Ilha, dos quais 25,4% possuíam membros menores de 18 anos, 48,6% eram casais casados vivendo juntos, 2.2% tinham uma proprietária mulher com sem a presença de um marido, e 44,2% não eram famílias.
A população era distribuida com 20,6% abaixo de 18 anos, 6,5% de 18 a 24, 29,0% de 25 a 44, 33.5% 45 a 64, e de 10.3% com 65 anos de idade ou mais. A idade média era de 42 anos. Para cada 100 mulheres havia 133.1 homens.
A renda media para uma casa em Fire Island era de U$73.281, e a renda media para uma família era de U$83.672. Os homens possuiam uma renda media de U$46,875 contra U$41,429 para as mulheres. A renda per capita em Fire Island era U$43,681. 3.1% dos indivíduos estavam abaixo da linha da pobreza, incluindo 8.6% daqueles com 65 ou mais.

## Na cultura popular
- Uma das primeiras menções de Fire Island foi em diálogo do filme noir de 1948 I Walk Alone.

- O episódio 23 da primeira temporada de Naked City é intitulado "Fire Island" e trata sobre um grupo de fabricantes de bebidas clandestinas que se mudam para uma cabana para passar o inverno destilando licor.

- Em Rowan & Martin's Laugh-In, piadas gays foram frequentemente apresentadas por "On Fire Island". Referências específicas a homossexualidade raramente foram permitidos pelos padrões de rede no momento.

- Uma peça intitulada "Shel Silverstein on Fire Island" apareceu na edição de agosto de 1965 da revista Playboy, com sarcasmos bem-humorados sobre os clubes gays da cena de lá.

- Last Summer, filme de Frank Perry de (1969), adaptado por Eleanor Perry da novela de Evan Hunter sobre um verão de descobertas sexuais em Fire Island, deu uma indicação ao Oscar a atriz Catherine Burns.

- A escritora americana Patricia Nell Warren, conhecida como a "Mãe dos Frontrunners" — os clubes de corrida/caminhada LGBT — localiza parte de seu best-seller de 1974 O Corredor de Fundo[19] (em inglês: The Front Runner),[20] bem como de Harlan's Race,[21] uma sequela publicada em 1994, em Fire Island.

- Banco de imagens do farol de Fire Island foi usado como parte de duas das sequências de abertura da novela da CBS Guiding Light. A primeira sequência, mostrando o farol com um céu azul, foi utilizado a partir de janeiro de 1970 a primavera de 1974; a segunda sequência, mostrando o farol com um céu alaranjado, foi usado a partir da Primavera de 1974 a novembro de 1975.

- A canção "Come to Me" foi descrita como "o clássico dance definitivo de Fire Island" porque o lendário concerto na praia pelo garoto de 16 anos France Joli de frente para o mar com um público de 5000 pessoas em 7 de julho de 1979. Quando Donna Summer cancelou no último minuto, Joli entrou em cena como um substituto e tornou-se a sensação da noite.[22]

- A canção "Gay Messiah", do álbum de 2004 Want Two de Rufus Wainwright faz referência a popularidade de Fire Island entre turistas gays and lesbiscas, observando que quando o Messias gay vem, "Ele vai cair a partir da estrela / do Studio 54 / e aparecer na areia / da costa de Fire Island" (no original: "He will fall from the star / of Studio 54 / and appear on the sand / of Fire Island's shore").

- O álbum de 2003 Welcome Interstate Managers, de Fountains of Wayne, apresentava a canção "Fire Island" sobre as travessuras de dois irmãos sozinhos em casa, enquanto os pais estavam de férias na ilha.

- When Ocean Meets Sky,[23] um documentário de 2003 detalhando os 50 anos de história da comunidade de Fire Island Pines, teve sua estreia na televisão em 10 de junho de 2006, incluindo muitas imagens de arquivo inéditas.

- O reality show da ABC One Ocean View (2006) foi filmado em Fire Island.

- Fire Island é cenário também da peça de Terrence McNally Lips Together, Teeth Apart.

- O Village People incluiu uma canção chamada "Fire Island" no álbum de estreia de 1977, Village People. Na música, eles se referem a ilha como "um fim de semana badalado" e mencionam vários locais, como Ice Palace, Monster, Blue Whale, e o Sandpiper. A canção também inclui o aviso "Não vá ao mato", porque "alguém pode agarra-lo" ou "alguém poderia apunhalar-te."

- Fire Island é apresentada na novela de 2008 de Ann Brashares The Last Summer (of You and Me), sobre duas irmãs e um amigo que cresceram juntos, de férias na ilha a cada verão. Fire Island serve como duplo significado, tanto como um destino de férias ou como um eufemismo  homoerótico.

- Robert Kelsos, na série da NBC Scrubs, tem um filho chamado Harrison, que abriu uma loja em Fire Island chamada "Everything Mesh".

- Fire Island é repetidamente citada no sitcom da NBC Will & Grace. Muitas referências são feitas para as aventuras vividas por Will Truman e Jack McFarland durante suas férias lá; a impressão dada nas referências é que os gays são bem-vindos e há um afrouxamento das próprias inibições. Em outro sitcom da NBC, 30 Rock, a ilha foi citada por Devon Banks (Will Arnett), um jovem executivo gay que flerta com um funcionário da loja gay e os planos para se encontrar com ele mais tarde em Fire Island.

- Fire Island é citada na canção "Raw Deal", do álbum álbum Sin After Sin do Judas Priest.

- Em Family Guy, no episódio The Father, the Son, and the Holy Fonz é mostrado um clipe do filme de ficção "Jaws 5:. Fire Island". Na piada ambos os nadadores e o tubarão tem uma voz muito afeminada e presumivelmente referindo-se à popularidade da ilha na comunidade LGBT.

- No filme de 2002 Men in Black II, o farol de Fire Island foi usado para representar a estação de correios de Massachusetts onde o personagem de Tommy Lee Jones, Kevin Brown, estava trabalhando depois de deixar o MIB no primeiro filme.

## Locais

### Babylon
- Enseada de Fire Island
- Robert Moses State Park (part)

### Islip

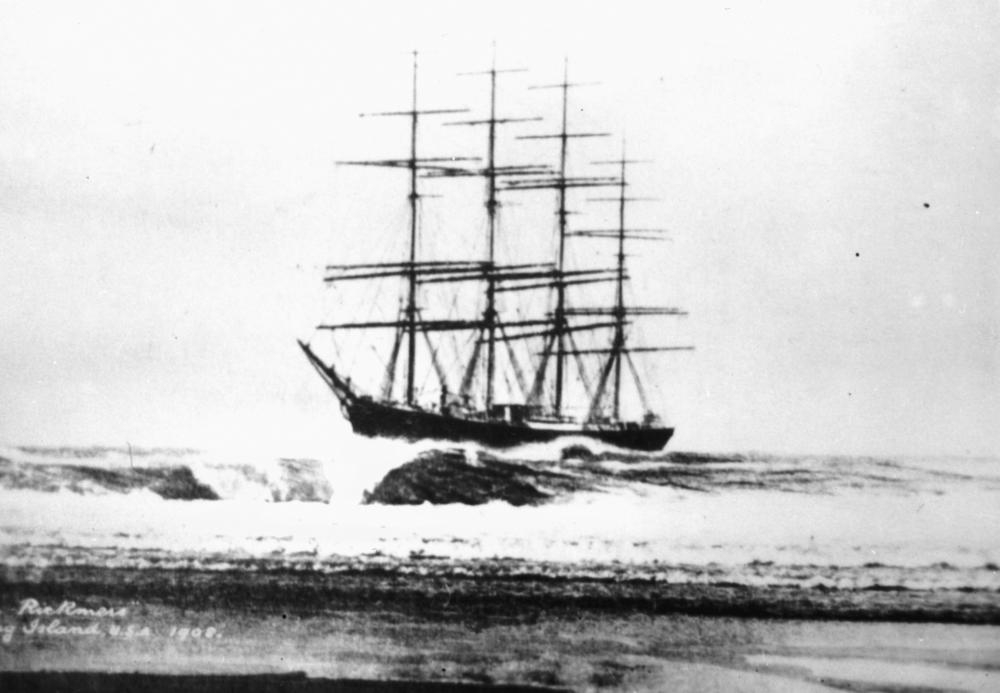
Navio alemão Peter Rickmers encalhado em Fire Island, 30 de abril de 1908

- Atlantique
- Corneille Estates
- Dunewood
- Fair Harbor
- Farol de Fire Island
- Fire Island Summer Club
- Kismet
- Lonelyville
- Ocean Beach (village)
- Robert Moses State Park (part)
- Robbins Rest
- Saltaire (village)
- Seabay Beach
- Seaview

### Brookhaven
- Bellport Beach
- Blue Point Beach
- Cherry Grove
- Davis Park/Ocean Ridge
- Fire Island Pines
- Enseada Moriches
- Oakleyville
- Ocean Bay Park

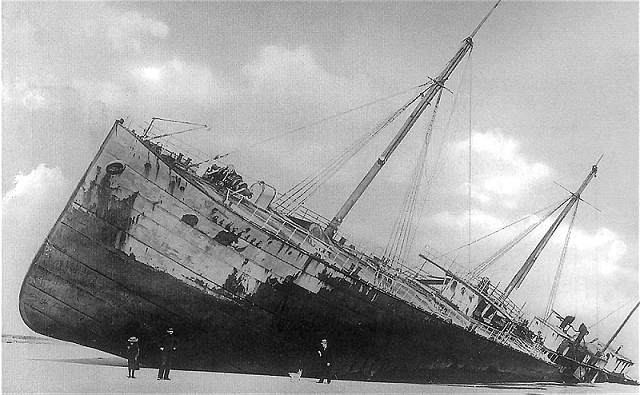
O primeiro petroleiro do mundo, o Glückauf, encalhado em 23/24 de março de 1893 em um forte nevoeiro em Blue Point Beach, Fire Island

- Otis Pike Fire Island High Dune Wilderness
- Point O'Woods
- Smith Point County Park
- Sunken Forest
- Talisman/Barrett Beach
- Watch Hill
- Water Island

### Outras ilhas menores ao redor de Fire Island
A seguir estão ilhas associadas a jurisdição do Fire Island National Seashore, de oeste para leste:
- Sexton Island, uma pequena ilha em frente ao Farol de Fire Island, com cerca de 20 casas de veraneio privadas pequenas. Não há serviço de Ferryboat ou serviço de energia elétrica.
- West Fire Island, uma pequena ilha com cerca de uma duzia de casas. Não há serviço de telefone ou elétrico.
- East Fire Island, outra ilha mais larga e maior próximo a West Fire Island. East Fire Island, ao contrário de West Fire Island, é desabitada. Pessoas são permitidas, embora não haja serviço de balsa e a única maneira de chegar lá é em seu próprio barco.
- Ridge Island
- Pelican Island
- John Boyle Island
- Hospital Island

### Other locations
- Clam Pond, uma pequena enseada entre Saltaire e Fair Harbor

## Famosos residentes de verão
Após a comunidade do teatro de Manhattan começar a ficar em Fire Island durante a década de 1920, a ilha teve numerosos famosos residentes de verão.
- Gary Beach, ator vencedor do prêmio Tony[25]
- Mel Brooks
- Barbara Corcoran, investidora, personalidade da TV[26]
- Tina Fey, criadora de 30 Rock, permanece durante o verão em Fair Harbor e Ocean Beach.
- Henry Fonda, ator, construiu uma casa de verão em Pines.
- Wolcott Gibbs, critico de teatro da revista The New Yorker
- John Lennon, dos Beatles; o piano que ele enviou para a ilha encontra-se atualmente no hall da fama do Rock and Roll em Cleveland, Ohio
- Joan McCracken, dançarina e atriz que passou boa parte de seus últimos anos lá
- Chris Noth, conhecido por suas atuações em Sex and the City e Law and Order, faz estadia em Ocean Beach no verão
- Frank O'Hara, escritor, poeta, critico de arte, curador do Museu de Arte Moderna. Morreu após ser atingido por um buggy nas dunas de Fire Island.
- Lea Thompson, estrela de De Volta Para o Futuro, e seu marido, o diretor Howard Deutch